# Oleguer Presas
Oleguer Presas i Renom (født 2. februar 1980 i Sabadell, Barcelona, Spanien), kendt som Oleguer, er en spansk tidligere fodboldspiller. Han var gennem karrieren blandt andet tilknyttet FC Barcelona og Ajax.